# Osiek Górny (województwo mazowieckie)
Osiek Górny – wieś w Polsce położona w województwie mazowieckim, w powiecie ciechanowskim, w gminie Gołymin-Ośrodek.
W latach 1975–1998 miejscowość administracyjnie należała do województwa ciechanowskiego.
Przez miejscowość przebiega droga wojewódzka DW618.